# Emmanouil Papas

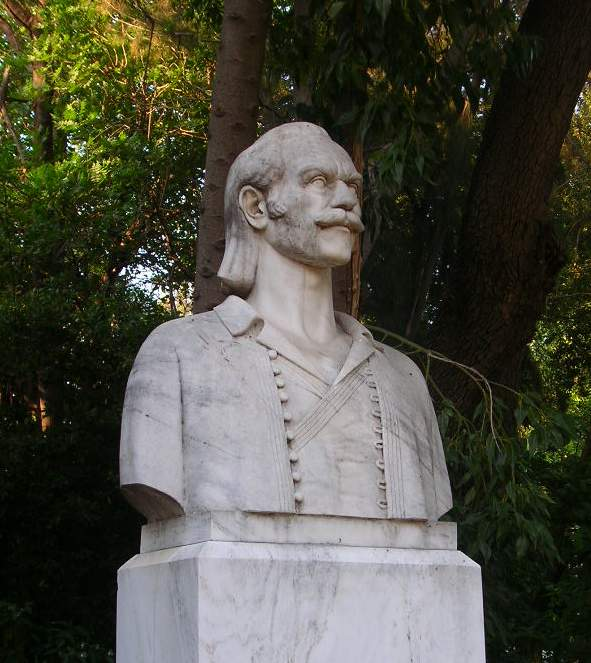
Emmanouil Papas, Büste, Athen

Emmanouil Papas (* 1773 in Dovista; † 5. Dezember 1821) war ein Kommandant im griechischen Unabhängigkeitskampf.
Er wurde in Dovista, einem Dorf in der Nähe von Serres in Makedonien geboren. Nach seiner schulischen Grundausbildung zog er nach Serres, um zu studieren, wo er auch seinen Abschluss machte. Danach kehrte er nach Dovista zurück, wo er heiratete und aufgrund seiner erfolgreichen Tätigkeit als Bankier und Kaufmann in relativ kurzer Zeit zu einer einflussreichen und respektablen Persönlichkeit in der Region wurde.
Bald darauf wurde Papas in die Gesellschaft der Freunde (griech.: Philiki Etaireia) von Ioannis Pharmakis aufgenommen, welche das Ziel hatte, die Unabhängigkeit Griechenlands vom Osmanischen Reich zu erwirken. Auch seine vier Brüder sowie weitere Notablen aus der Region schlossen sich diesem Geheimbund an und begannen paramilitärische Verbände aufzustellen.
Um eine bessere Zusammenarbeit mit den Führern der Philiki Etaireia zu erreichen, zog Papas nach Konstantinopel (heute Istanbul), wo er sogar ein Attentat auf den Sultan plante, das jedoch aufgrund eines Verrats fehlschlug. Unterdessen hatte sich sein Ruhm hinsichtlich seiner patriotischen Tätigkeiten in allen Teilen Griechenlands verbreitet.
Als 1821 die Revolution ausgerufen wurde, verließ Emmanouil Papas Konstantinopel und wurde in Athos zum Kommandanten der makedonischen Revolutionstruppen ernannt, die aus ca. 2500 Mann bestanden.
Ein in Serres ausgebrochener, erfolgloser Aufstand führte dazu, dass seine Familie durch die Türken inhaftiert, sein Besitz konfisziert und sein Haus niedergebrannt wurde.
Papas ließ sich dadurch jedoch nicht von seinem Ziel abbringen und setzte den bewaffneten Kampf in Makedonien in der Hoffnung fort, Unterstützung durch die Philiki Etaireia und General Alexander Ypsilantis zu erhalten, was aber ausblieb. Seine Erfolge wurden durch ein von der Hohen Pforte entsandtes Expeditionsheer unter Abdul Aboud zunichtegemacht, das bei seiner Verfolgung ganze Landstriche auf der Halbinsel Chalkidiki und am Strymonischen Golf verwüstete.
Sich seiner Niederlage bewusst und durch den Misserfolg des Aufstands in Makedonien verbittert, beschloss Emmanouil Papas auf die Insel Hydra – eines der wichtigsten Zentren der Unabhängigkeitsbewegung – zu fliehen, um von dort aus weitere Aktionen zu planen. Während dieser Reise verstarb er jedoch am 5. Dezember 1821 infolge eines Herzinfarkts. Sein Leichnam wurde nach Hydra gebracht und mit militärischen Ehren beigesetzt. Im Jahre 1843 wurde er durch das griechische Parlament als einer der Protagonisten des Unabhängigkeitskriegs anerkannt.
Sein Geburtsort Dovista wurde nach seinem Namen umbenannt und heißt jetzt Emmanouil Papas.
| Personendaten    | Personendaten                                   |
| ---------------- | ----------------------------------------------- |
| NAME             | Papas, Emmanouil                                |
| KURZBESCHREIBUNG | griechischer Kommandant im Unabhängigkeitskampf |
| GEBURTSDATUM     | 1773                                            |
| GEBURTSORT       | Dovista                                         |
| STERBEDATUM      | 5. Dezember 1821                                |